# Strada statale 584 di Lucoli
La strada statale 584 di Lucoli (SS 584) è una strada statale italiana, il cui percorso si sviluppa in Abruzzo nella Provincia dell'Aquila all'interno del territorio dei comuni di Lucoli e L'Aquila.

## Percorso

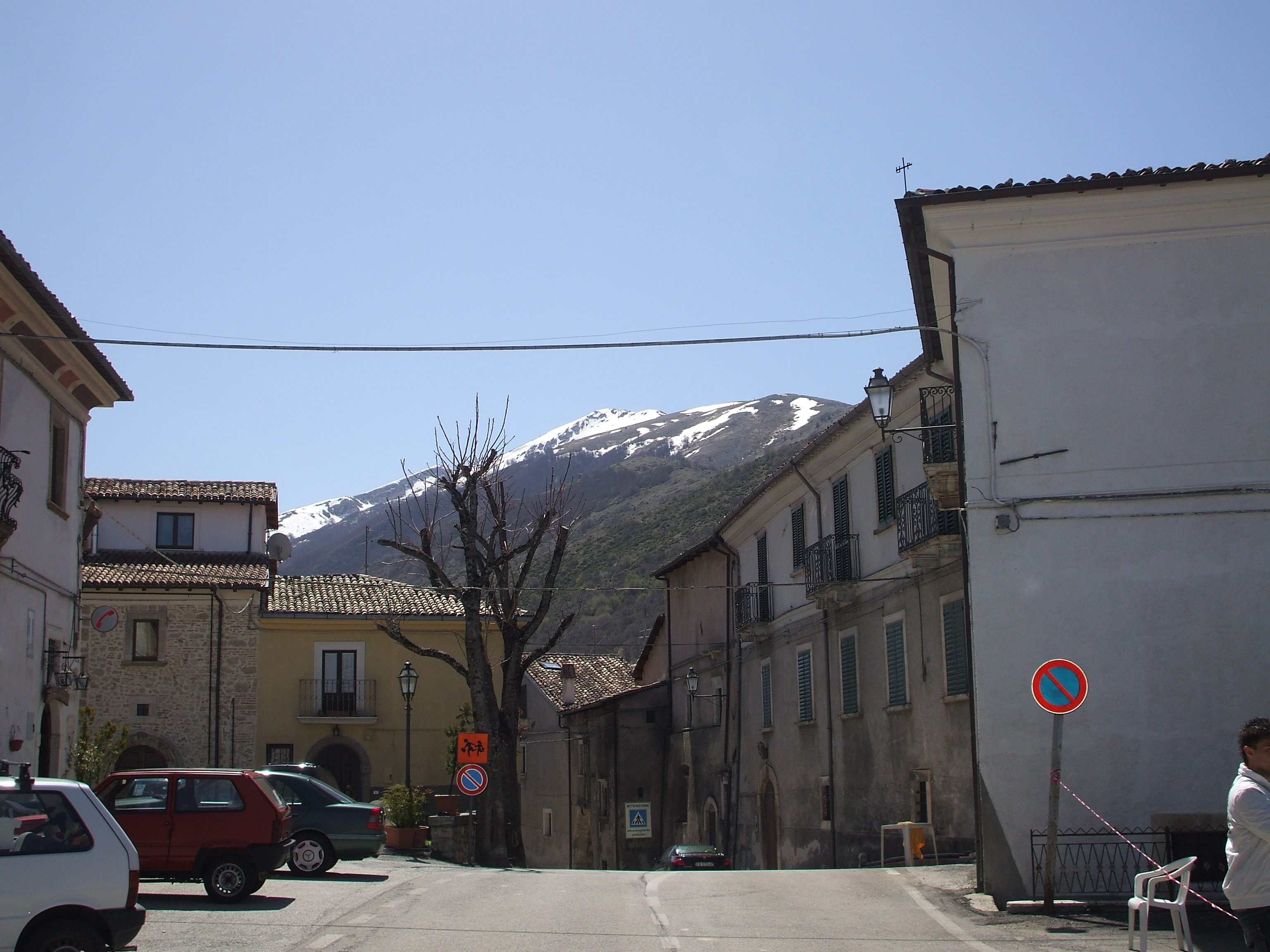
La strada nei pressi della frazione capoluogo di Collimento (sullo sfondo Monte Orsello)

L'arteria ha inizio dalla strada statale 17 dell'Appennino Abruzzese e Appulo Sannitico nella periferia ovest della città dell'Aquila, e si dirige verso sud attraversando prima il passaggio a livello della linea ferrovia Terni-Sulmona situato all'inizio della strada, le frazioni di Genzano di Sassa e Collefracido di Sassa ed entrando quindi nel comune sparso di Lucoli dove lambisce i centri abitati di Casavecchia, Collimento e Casamaina salendo progressivamente di quota.
La strada prosegue in direzione sud-est continuando a salire di quota fino ad arrivare in località Valico della Crocetta (1550 m), al successivo bivio con la strada statale 696 del Parco Regionale Sirente-Velino per gli impianti sciistici di Campo Felice e per lo svincolo di Tornimparte dell'A24 Roma-Teramo. Il tratto che dalla località "La Crocetta" arriva al casello autostradale era precedentemente parte del tracciato della strada, ma è stato riclassificato come parte della SS696.

## Gestione
In seguito al decreto legislativo n. 112 del 1998, dal 2001 la gestione è passata dall'ANAS alla Regione Abruzzo che ha provveduto al trasferimento dell'infrastruttura al demanio della Provincia dell'Aquila. In seguito al D.P.C.M. del 21 giugno 2005, dal 1º aprile 2006 il tratto La Crocetta-A24 è stato inserito nella rete stradale di interesse nazionale come parte dell'itinerario della strada statale 696 del Parco Regionale Sirente-Velino, e la gestione è tornata all'ANAS. Nel 2018 tutto il tracciato stradale, dall'Aquila alla località "La Crocetta", torna sotto la gestione dell'ANAS, venendo riclassificato come strada statale.